# Streptocarpus burttianus
Streptocarpus burttianus är en tvåhjärtbladig växtart som beskrevs av T. Pocs. Streptocarpus burttianus ingår i släktet Streptocarpus och familjen Gesneriaceae. Inga underarter finns listade i Catalogue of Life.